# Жданов, Александр Георгиевич
Алекса́ндр Гео́ргиевич Жда́нов (рум. Alexandru Jdanov; 28 июня 1932, Скуляны, Бессарабия — 8 марта 2018, Кишинёв, Республика Молдова) — советский и молдавский политический деятель. Депутат Парламента Республики Молдова от Партии коммунистов Республики Молдова.

## Биография
В 1951 году окончил десятый класс молдавской школы в Скуленах. В 1951—1956 гг. служил на Северном флоте, где вступил в КПСС.
С 1956 г. — инструктор райисполкома, с 1958 г. — инструктор райкома КПСС Фалештского района. С 1959 г. — секретарь парторганизации, с 1960 г. — председатель колхоза «Бируинца» (село Скумпия, Фалештский район). Окончил Кишинёвский сельскохозяйственный институт имени М. В. Фрунзе[когда?].
В 1971—1972 гг. — заместитель председателя райисполкома, начальник управления сельского хозяйства Фалештского района. С 1972 г. — председатель совета колхозов Фалештского района.
В 1981—1992 гг. — Первый секретарь Лазовского райкома Компартии Молдовы, председатель Лазовского районного Совета народных депутатов. Избирался депутатом Верховного Совета Молдавской ССР 10-го (1980—1984) и 11-го (1985—1989) созывов. В 1988—1989 гг. — Народный депутат СССР от Лазовского национально-территориального избирательного округа № 274 Молдавской ССР.
В 1994—2012 гг. — депутат Парламента Республики Молдова 13, 14, 15 и 16 созывов, состоял во фракции Партии коммунистов Республики Молдова.

## Награды и признание
- Орден Ленина
- Орден Октябрьской Революции
- Орден Трудового Красного Знамени
- Орден «Знак Почёта»
- Орден Республики
- Орден Дружбы народов (Россия)
- Золотая медаль ВДНХ СССР
- две грамоты Верховного Совета Молдавской ССР
- 10 трудовых медалей
- Заслуженный агроном республики Молдова
- Заслуженный работник сельского хозяйства Молдавской ССР